# Aurel Ramat
 (août 2012).
Pour les articles homonymes, voir Ramat.
Aurelio Ramat dit Aurel Ramat, né le 24 septembre 1926 à Modane, et mort le 20 mai 2017 à Montréal, est un typographe québécois d'origine française.

## Biographie
Il étudie à Grenoble dans l'Isère, où il ouvre son atelier. En 1955, il s’installe à Montréal au Québec et travaille au journal Le Devoir comme linotypiste. Puis il migre avec sa famille en Californie pour revenir en France et travailler à Grenoble au journal Le Dauphiné libéré comme linotypiste. On le retrouve ensuite à New York où il deviendra correcteur d'épreuves aux Nations unies pendant six mois.
En 1982, il publie la première édition du Ramat, d’abord destiné aux seuls imprimeurs. Cet ouvrage connaîtra par la suite un succès auprès du grand public, et est une des références en matière de typographie au Québec et au Canada,.
À Montréal, il travaille au journal anglophone The Gazette de 1967 à 1989. Retraité, il a été conférencier sur les sujets qui touchent à son métier. Il se dit « entièrement favorable à la nouvelle orthographe ».

## Œuvres
L’ouvrage, connu aujourd’hui sous le nom de Ramat, a été édité sous plusieurs titres successifs :
- Grammaire typographique,  éd. Aurel Ramat, 4e édition mise à jour, 1989, 93 pages numérotées  (ISBN 2-9800113-4-7 et 978-2980011344)[9] ;
- Le Ramat typographique, éditions Charles Corlet, 1994, 127 pages  (ISBN 2-85480-468-6 et 978-2854804683) ;
- Le Ramat de la typographie,  éd. Aurel Ramat, 8e édition, 2004, 224 pages  (ISBN 2-9223660-3-0 et 978-2922366037) (conforme aux deux orthographes) ;
- Le Ramat de la typographie : édition 2008 encore améliorée[10],  éd. Aurel Ramat, 9e édition, 2008, 224 pages, 23 cm  (ISBN 978-2-922366-04-4) ;
- Aurel Ramat et Romain Muller, Le Ramat européen de la typographie,  éd. Éditions De Champlain, 2009  (ISBN 2953496505 et 978-2953496505) (édition adaptée aux usages de France, de Belgique et de Suisse) ;
- Aurel Ramat et Anne-Marie Benoit, Le Ramat de la typographie, 10e édition, Anne-Marie Benoit éditrice, 2012, 256 pages  (ISBN 978-2-9813513-0-2)[11].
- Aurel Ramat et Anne-Marie Benoit, Le Ramat de la typographie — Onzième édition, Montréal, Anne-Marie Benoit éditrice, 2017, 11e éd., 255 p., relié (ISBN 978-2-9813513-2-6 et 9782981351333, présentation en ligne)

Autres ouvrages :
- Aurel Ramat, qui est-ce ?, Aurel Ramat éditeur, 2012, 224 pages  (ISBN 978-2-922366-05-1).